# Subilla fatma
Subilla fatma is een kameelhalsvliegensoort uit de familie van de Raphidiidae. De soort komt voor in Turkije.
Subilla fatma werd voor het eerst wetenschappelijk beschreven door H. Aspöck et al. in 1979.